# Juvénal Pédomey
Kokouvi Juvénal Pédomey, dit Juvénal Pédomey, né le 21 janvier 1982 à Denu au Ghana, est un footballeur franco-togolais, international togolais. 

## Biographie
Juvénal Pédomey évolue au poste de gardien de but de 1998 à 2016. Il est notamment le gardien de but du Lannion FC entre 2012 et 2016, année à laquelle il prend sa retraite de joueur.
Il est actuellement entraîneur des gardiens du Lannion FC.

## Galerie de photos

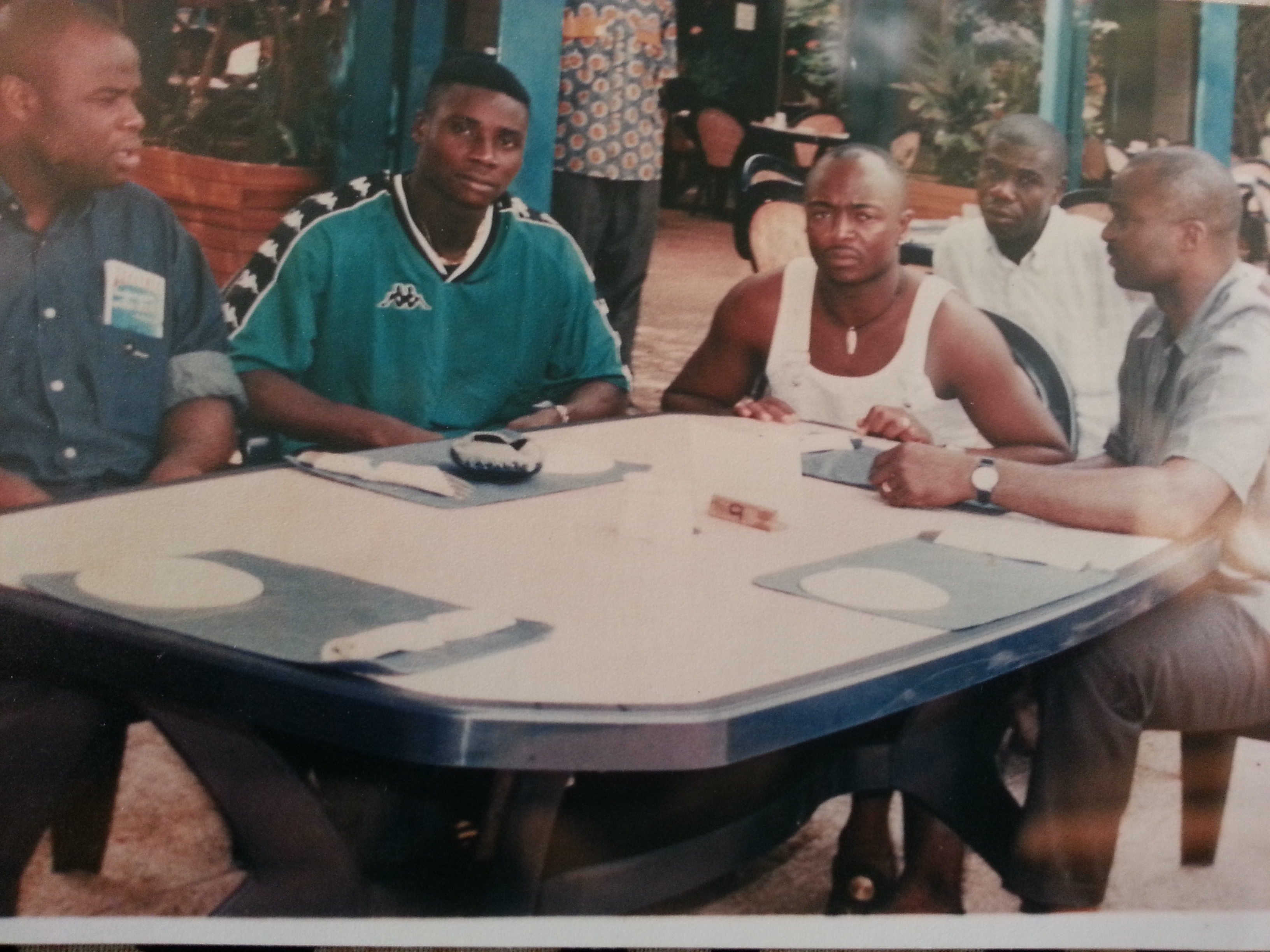
De gauche à droite : Basile Boli, Juvenal Pedomey, Abedi Ayew, dit Abedi Pele, Albert Roger Miller
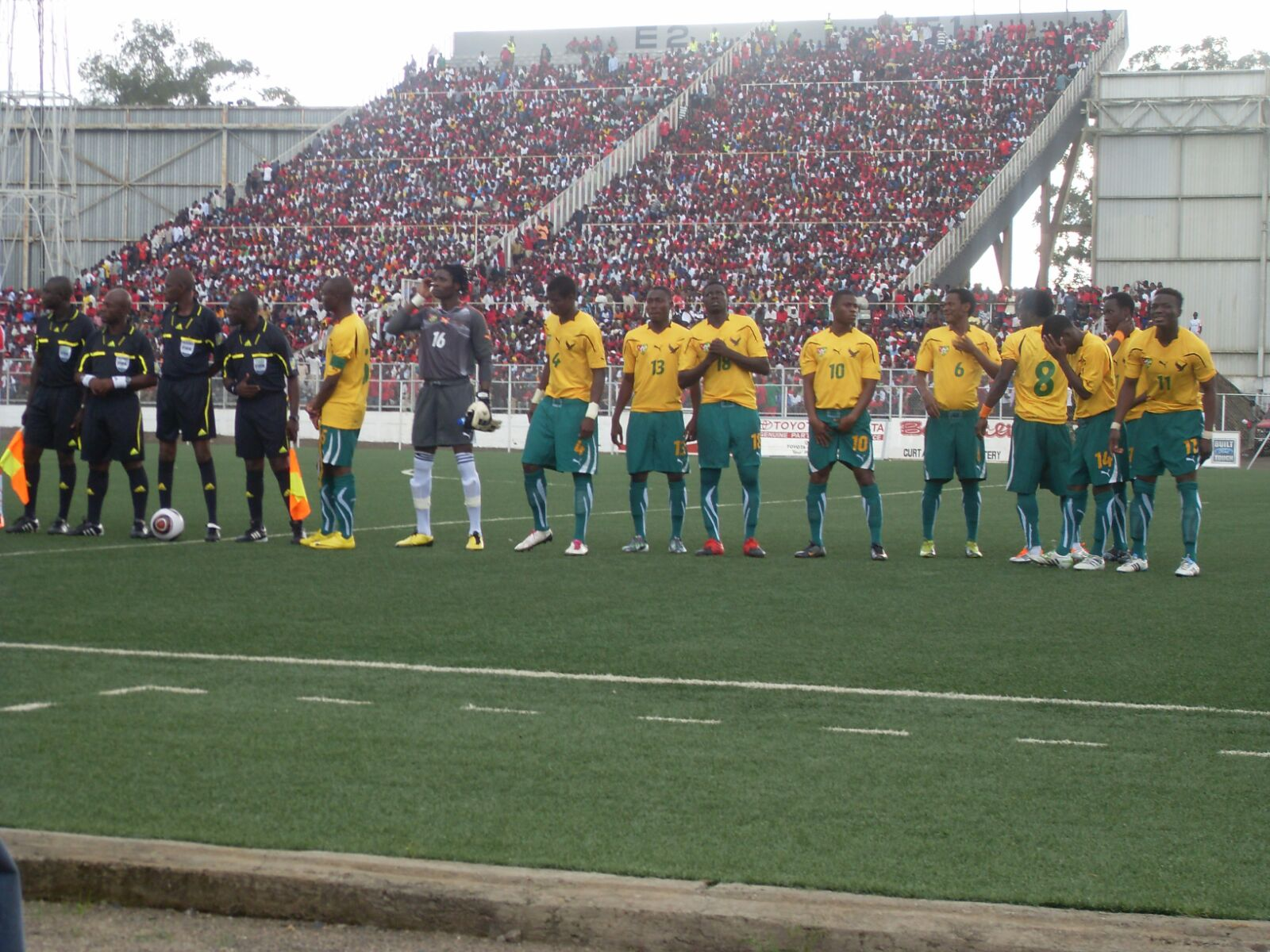
Juvénal Pédomey en équipe nationale Malawi vs Togo.